# Tali Golergant
Tali Golergant (hebreiska: טלי גולגנט), känd professionellt som TALI, född 26 november 2000 i Israel, är en luxemburgsk sångare, låtskrivare, skådespelerska och röstcoach. Hon representerade Luxemburg i Eurovision Song Contest 2024 med låten "Fighter" och kom på trettonde plats.

## Biografi
Golergant föddes i Israel och har en peruansk judisk far och en israelisk mor. På grund av faderns arbete flyttade familjen till Chile, Argentina och andra länder, tills Golergant slutligen bosatte sig i Limpertsberg, Luxemburg, där hon bodde i tio år. Hon började spela piano vid sju års ålder, och började sjunga, skriva låttexter och skådespela på teater vid tolv års ålder. Hon utbildades vid International School of Luxembourg (ISL), innan hon flyttade till New York för att studera musikteater vid Marymount Manhattan College.
Golergant släppte sin debutsingel vid 16 års ålder, följd 2021 av hennes debut-EP "Lose You". Tillsammans med sitt eget band turnerade hon i lokala New York, inklusive Rockwood Music Hall, Mercury Lounge, Arlene's Grocery och Delancey Street. Golergant gjorde dessutom en karriär som scenskådespelerska och spelade bland annat Tzeitel i Spelman på Taket, Sue Snell i Carrie och Éponine i Les Misérables.
I december 2023 tillkännagavs Golergant vara en av de åtta deltagarna i Luxembourg Song Contest, Luxemburgs uttagning till Eurovision Song Contest 2024. Den 27 januari blev hon och hennes bidrag "Fighter" vinnare av tävlingen och blev därmed den första luxemburgska representanten i Eurovision Song Contest sedan 1993. Hon slutade på en 13:e plats i finalen med sammanlagt 103 poäng.